# Zeire
Zeire o Tzeire (Hebreo: צֵירֵי Tzeirei) es un Niqud vocálico representado por dos puntos "ֵ"  bajo una letra. En el hebreo moderno representa el sonido /e/ que es el mismo que el sonido de "e" en elefante y es transliterado cómo "e". Así como en hebreo moderno, que el segol marca el mismo sonido.

## Pronunciación
| Símbolo    | Nombre                  | IPA            | IPA              | IPA            | IPA             | IPA       | IPA              | IPA            |
| Símbolo    | Nombre                  | Hebreo Israelí | Hebreo Ashkenazi | Hebreo Sefardí | Hebreo Yemenita | Tiberiano | Reconstruido     | Reconstruido   |
| Símbolo    | Nombre                  | Hebreo Israelí | Hebreo Ashkenazi | Hebreo Sefardí | Hebreo Yemenita | Tiberiano | Hebreo Mishnaico | Hebreo Bíblico |
| ---------- | ----------------------- | -------------- | ---------------- | -------------- | --------------- | --------- | ---------------- | -------------- |
| בֵ          | Zeire                   | /ɛ/            | ?                | ?              | ?               | /eː/      | ?                | ?              |
| בֵי, בֵה, בֵא | Zeire Male (o completo) | /ɛ/            | ?                | ?              | ?               | /eː/      | ?                | ?              |

## Tiempos vocálicos
Mediante la adición de dos puntos verticales (sheva) la vocal se hace muy corta. Los tiempos vocálicos no se usan en hebreo moderno.
| Tabla de comparación de los tiempos vocálicos | Tabla de comparación de los tiempos vocálicos | Tabla de comparación de los tiempos vocálicos | Tabla de comparación de los tiempos vocálicos | Tabla de comparación de los tiempos vocálicos | Tabla de comparación de los tiempos vocálicos |
| Tiempo vocálico                               | Tiempo vocálico                               | Tiempo vocálico                               | IPA                                           | Transliteración                               | Ejemplo                                       |
| Larga                                         | Corta                                         | Muy Corta                                     | IPA                                           | Transliteración                               | Ejemplo                                       |
| --------------------------------------------- | --------------------------------------------- | --------------------------------------------- | --------------------------------------------- | --------------------------------------------- | --------------------------------------------- |
| ֵ                                              | ֶ                                              | ֱ                                              | /ɛ/                                           | e                                             | elefante                                      |
| Zeire                                         | Segol                                         | Segol Reducido                                | /ɛ/                                           | e                                             | elefante                                      |

## Unicode
| Glifo | Unicode | Nombre |
| ----- | ------- | ------ |
| ֵ      | U+05B5  | TSERE  |

- Datos: Q2192794
- Multimedia: Tsere / Q2192794